# ديفيد ر. مونتجومري
ديفيد ر. مونتجومري (بالإنجليزية: David R. Montgomery)‏ هو جيولوجي أمريكي، ولد في 7 سبتمبر 1961.